# Terranova
|  | Per a altres significats, vegeu «Terranova (desambiguació)». |

Bandera històrica de Terranova

Terranova (Newfoundland) és una illa de l'oest de l'oceà Atlàntic, situada davant les costes del nord-est de l'Amèrica del Nord. L'estret de Belle Isle la separa de la península del Labrador. Té una superfície de 111.390 km². La majoria de la població es concentra a la península d'Avalon.
El cap Spear de Terranova és el punt més a l'est del Canadà i de tota l'Amèrica del Nord.

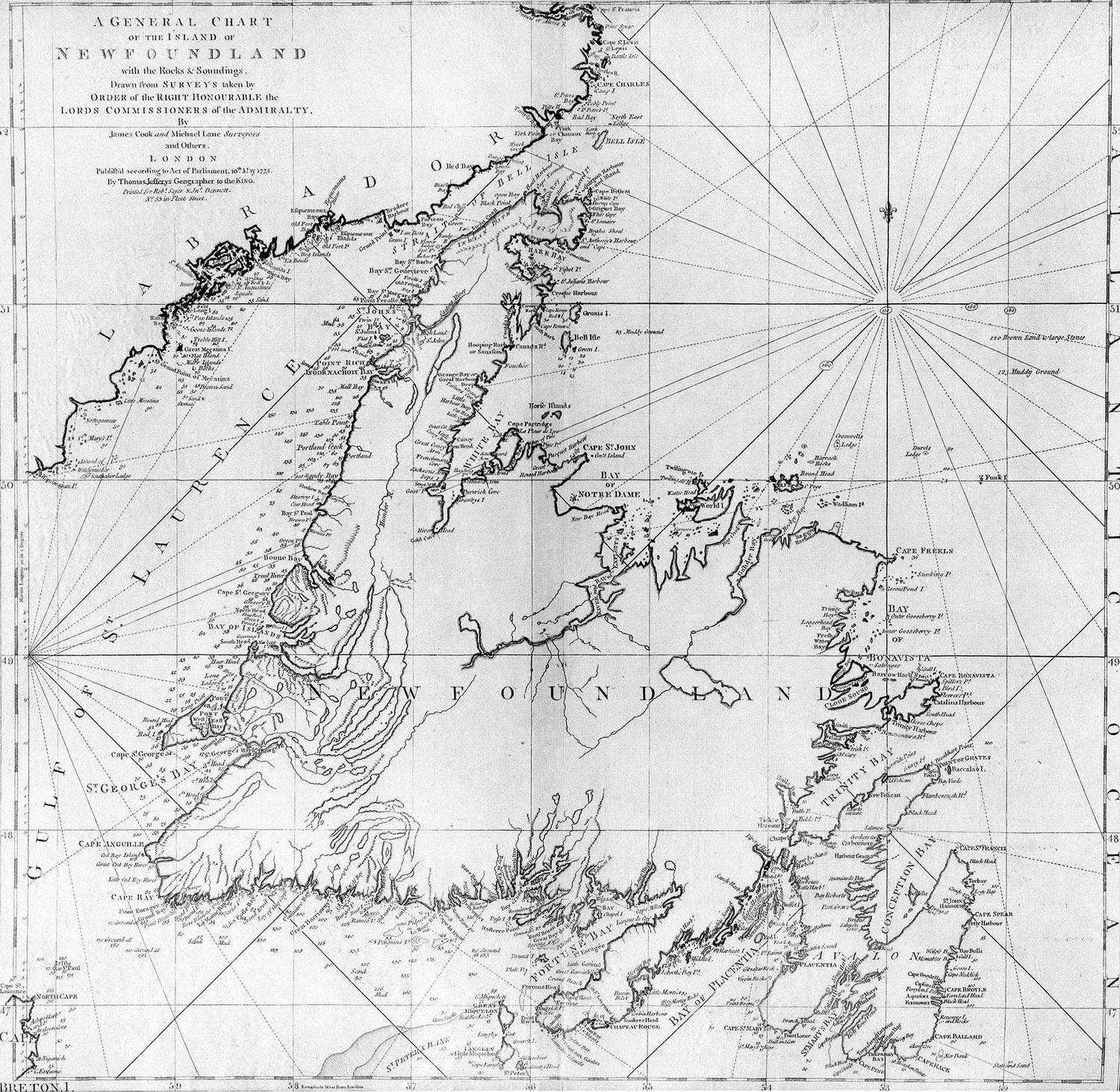
Mapa de Terranova per James Cook

Els anglesos van establir la colònia de Terranova el 1610, que es va centrar principalment en la pesca del bacallà. Pel Tractat d'Utrecht de 1713, que va posar fi a la Guerra de Successió Espanyola, els britànics van guanyar la possessió dels territoris francesos de Terranova i Acàdia, l'últim dels quals va ser rebatejat com a Nova Escòcia. Amb l'Entente Cordiale de 1904, els francesos van renunciar als drets que mantenia des del Tractat d'Utrecht sobre una part de la costa occidental de Terranova, tot i que van conservar el dret de pescar a la costa. Administrativament, es va unir al Canadà el 1949, formant part de la província canadenca de Terranova i Labrador, la més oriental de l'estat. La capital provincial, St. John's està situada al sud-est de l'illa. Fou anomenada Terra Nova per l'italià Giovanni Caboto el 1497.
A L'Anse aux Meadows, al nord de l'illa, s'hi han trobat restes arqueològiques d'un possible assentament viking. Probablement, corresponen a la Vinland ('Terra del Vi') citada per la saga de Leif Eriksson.

## Banderes de Terranova

La Newfoundland Blue Ensign, bandera del govern colonial de Terranova de 1870 a 1904

L' "actualitzada" Newfoundland Blue Ensign, ensenya del govern de 1904 a 1965

La Newfoundland Red Ensign, l'ensenya civil de Terranova de 1904 a 1965

Es creu que la primera bandera que va representar específicament Terranova va ser una imatge d'un avet verd sobre un fons rosa que estava en ús a principis del segle xii. La primera bandera oficial que va identificar Terranova, onejada per vaixells al servei del govern colonial, va ser la bandera blava de Terranova, adoptada el 1870 i utilitzada fins al 1904, quan es va modificar lleugerament. El 1904, la corona del Blue Ensign va ser substituïda pel Gran Segell de Terranova (que va rebre l'aprovació reial el 1827) i el Parlament britànic va designar les banderes vermelles i blaves de Terranova com a banderes oficials específicament per a Terranova. Les banderes vermelles i blaves amb el Gran Segell de Terranova a la mosca es van utilitzar oficialment des de 1904 fins a 1965, amb la Red Ensign pilotada com a ensenya civil per la navegació mercant, i la Blue en vaixells governamentals (seguint la tradició britànica de tenir diferents banderes per a la identificació de vaixells mercants/navals i governamentals).
El 26 de setembre de 1907, el rei Eduard VII del Regne Unit va declarar la Colònia de Terranova, com a domini independent dins de l'Imperi Britànic, i des d'aquest moment fins a 1965, el Bandera Vermella de Terranova es va utilitzar com a ensenya civil de la El domini de Terranova amb el Blue Ensign, de nou, reservat per a la identificació d'enviaments governamentals. El 1931, l'Assemblea Nacional de Terranova va adoptar la Union Jack com a bandera nacional oficial, amb les banderes vermelles i blaves conservades com a banderes per a la identificació d'enviament.

La bandera de la Unió, bandera oficial tant del domini com de la província de Terranova de 1931 a 1980

Bandera de Terranova i Labrador, legislada com a bandera provincial el 28 de maig de 1980

El 31 de març de 1949, Terranova es va convertir en una província del Canadà, però va conservar la Union Jack a la legislatura, encara designant-la com a bandera "nacional". Això va ser reafirmat més tard per la Llei d'Estatuts revisats de 1952, i la Union Jack va romandre la bandera oficial de Terranova fins al 1980, quan va ser substituïda per l'actual bandera provincial.

## Punts d'interés

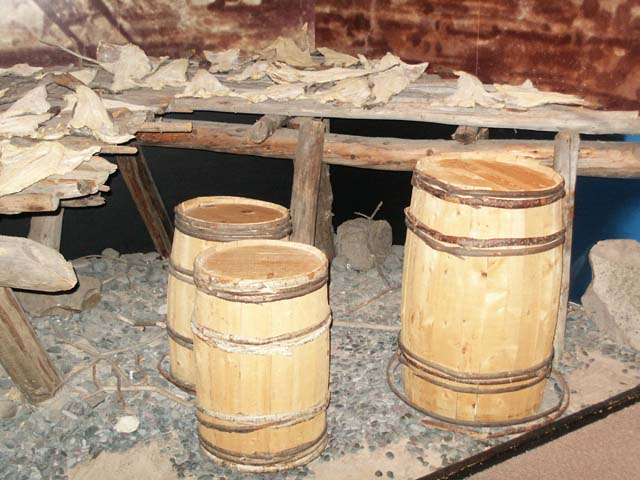
El bacallà, el pilar tradicional de la pesca de Terranova

Terranova té la majoria de llocs arqueològics de la cultura Dorset. Els beothuk i els mi'kmaq no van deixar tantes evidències de les seves cultures.
Com un dels primers llocs del Nou Món on es van establir europeus, Terranova també té una història de colonització europea. St. John's és la ciutat més antiga del Canadà i el lloc més antic de l'Amèrica del Nord de parla anglesa.
L’àrea metropolitana del cens de St. John's inclou 12 comunitats suburbanes, les més grans de les quals són la ciutat de Mount Pearl i les ciutats de Conception Bay South i Paradise. La tercera ciutat més gran de la província és Corner Brook, que es troba a la badia de les illes, a la costa oest de l'illa. La badia va ser batejada pel capità James Cook que va estudiar la costa el 1767.
L'illa de Terranova compta amb nombrosos parcs provincials com el Barachois Pond Provincial Park, considerat com un bosc model, així com dos parcs nacionals.
- El Parc nacional del Gros-Morne es troba a la costa oest; va ser designat com a Patrimoni de la Humanitat per la UNESCO l'any 1987 per la seva complexa geologia i els seus paisatges notables. És el parc nacional més gran del Canadà Atlàntic amb 1.805 km² i és una destinació turística popular.
- El Parc Nacional Terra Nova, al costat est de l'illa, conserva la geografia accidentada de la regió de la badia de Bonavista. Permet als visitants explorar la interacció històrica de la terra, el mar i l'home.
- L'Anse aux Meadows és un jaciment arqueològic situat prop de l'extrem més al nord de l'illa (Cap Norman). És l'únic lloc conegut d'un poble nòrdic a Amèrica del Nord fora de Groenlàndia, i està designat com a Patrimoni de la Humanitat per la UNESCO. És l'únic lloc àmpliament acceptat de contacte transoceànic precolombí. Té associacions amb l'intent de colònia de Vinland establerta per Leif Eriksson cap al 1003.
- Heart's Content, Terranova i Labrador va rebre el seu lloc en la història de les comunicacions internacionals per Cyrus West Field, que la va triar com a terminal del seu cable transatlàntic de telègraf, donant lloc a l'establiment de l’estació de cable de Heart's Content.

L'illa té moltes oportunitats turístiques, que van des de caiac de mar, càmping, pesca i caça, fins a senderisme. L’International Appalachian Trail (IAT) s'està ampliant al llarg de la costa oest muntanyosa de l'illa. A la costa est, el camí de la costa est s'estén per la península d'Avalon durant 220 km, començant prop de Fort Amherst a St. John's i acabant a Cappahayden, amb 320 km més de la pista en construcció.
L’estació d'esquí de Marble Mountain a prop de Corner Brook és una gran atracció a l'hivern per als esquiadors de l'est del Canadà.
Altres grans comunitats són les ciutats següents:
- Gander, seu de l’aeroport internacional de Gander.
- Grand Falls-Windsor, un centre de serveis per a la part central de l'illa.
- Channel-Port aux Basques, la Gateway to Newfoundland, ja que és el punt més proper de l'illa a la província de Nova Escòcia, així com la ubicació de la terminal de ferris Marine Atlantic que connecta l'illa amb la resta del Canadà.
- Stephenville, antiga ubicació de la Base de la Força Aèria Ernest Harmon i actualment l’aeroport de Stephenville.

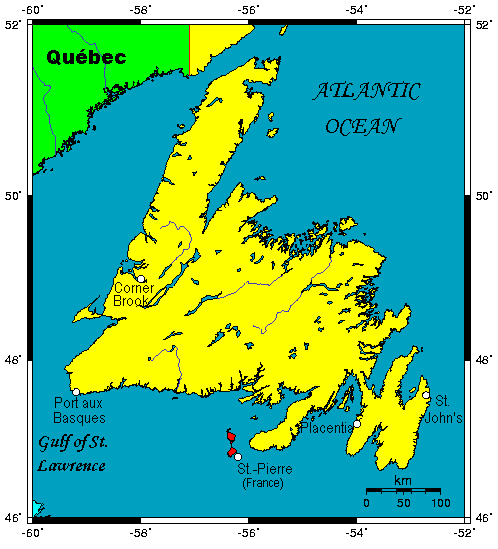
Illa de Terranova

Les institucions educatives són la universitat provincial, Memorial University of Newfoundland, el campus principal de la qual està situat a St. John's, juntament amb el Grenfell Campus a Corner Brook, a més del College of the North Atlantic amb seu a Stephenville i altres comunitats.
Bonavista, Placentia i Ferryland són llocs històrics per a diverses activitats de descobriment o assentaments europeus primerencs. Tilting Harbour a l'illa de Fogo és un districte patrimonial registrat provincial, així com un districte de paisatge cultural nacional del Canadà. Aquest és un dels dos únics llocs històrics nacionals del Canadà reconeguts per la seva herència irlandesa.
Les oportunitats d'entreteniment abunden a les tres ciutats de l'illa i nombrosos pobles, especialment durant els festivals d'estiu. Per a l'oci nocturn, George Street, situat al centre de St. John's, està tancat al trànsit 20 hores al dia. El Mile One Stadium de St. John's és la seu de grans esdeveniments esportius i concerts a la província.
Al març té lloc la caça anual de foques (de la foca de Groenlàndia).

## Comunitats
Municipis més grans (població 2016)
1. Saint John (108.860)

1. Conception Bay South (26.199)

1. Mount Pearl (23.120)

1. Paradís (21.389)

1. Corner Brook (19.806)

1. Grand Falls-Windsor (14.171)

1. Gander (11.688)

1. Portugal Cove-St. la de Felip (8.147)

1. Torbay (7.899)

1. Stephenville (6.623)

1. Clarenville (6.291)

1. Bay Roberts (6.012)

1. Marystown (5.316)

1. Lake Deer (5.249)

## Geografia

Classificació climàtica de Köppen de Terranova

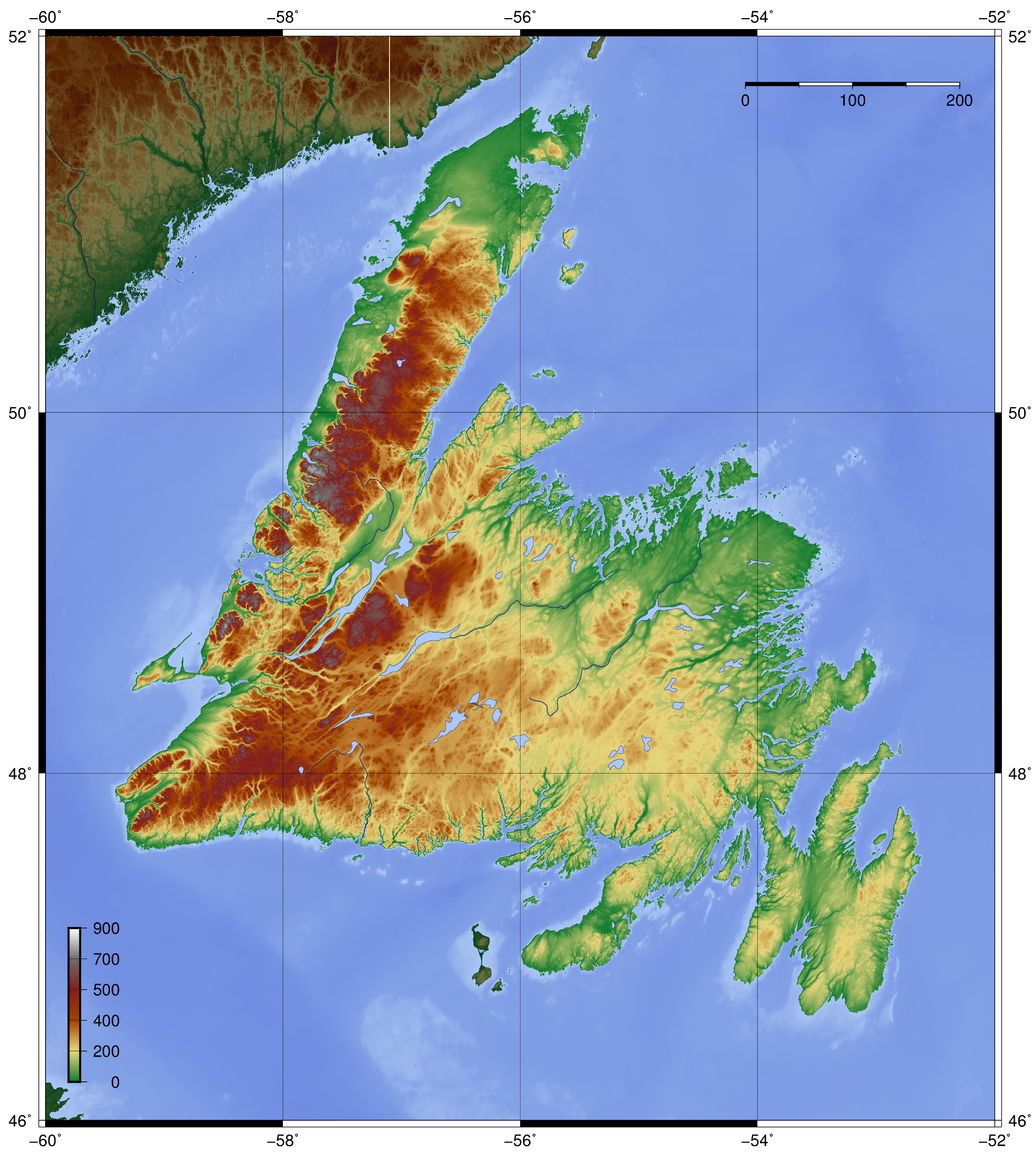
Topografia de Terranova

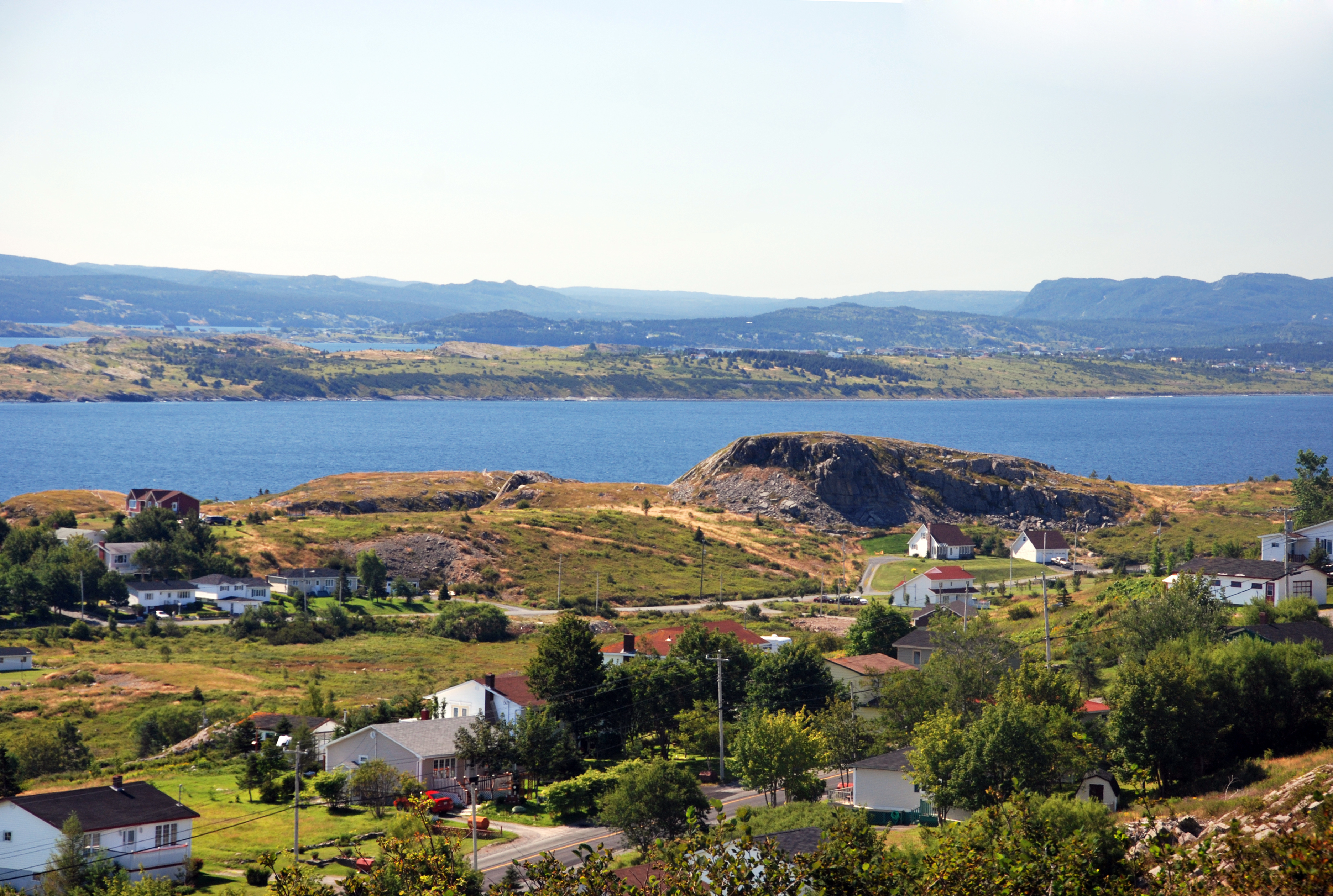
Vista de Conception Bay el 2010.

Terranova és aproximadament triangular, amb cada costat aproximadament de 500 quilòmetres, i amb una superfície de 108.860 km². Terranova i les seves petites illes associades tenen una superfície total de 111.390 km². Terranova s'estén entre les latituds 46°36'N i 51°38'N.

### Clima
Terranova es caracteritza principalment per tenir un clima subàrtic (Köppen Dfc) o un clima continental humit (Köppen Dfb). Les ubicacions a l'extrem sud-est de l'illa reben suficient influència marítima per qualificar-se com a clima oceànic subpolar (Köppen Cfc).

### Geologia
L'època Terranoviana que comença el període cambrià de temps geològic rep el nom de Terre Neuve (el terme francès per a Terranova).